# Crash Team Racing
Crash Team Racing (Japans: クラッシュ バンディクー レーシング; Kurasshu Bandikū Rēshingu, Crash Bandicoot Racing) is een racespel voor de PlayStation, ontwikkeld door Naughty Dog en uitgegeven door Sony Computer Entertainment in 1999.

## Personages
| Personage         | Acceleratie          | Goed/Slecht     |
| ----------------- | -------------------- | --------------- |
| Crash Bandicoot   | 3/5                  | Goed            |
| Dr. Neo Cortex    | 3/5                  | Slecht          |
| Tiny Tiger        | 2/5                  | Slecht          |
| Coco Bandicoot    | 5/5                  | Goed            |
| Dr. N. Gin        | 5/5                  | Slecht          |
| Dingodile         | 2/5                  | Slecht          |
| Polar             | 3/5                  | Goed            |
| Pura              | 3/5                  | Goed            |
| Ripper Roo        | 4/5                  | Slecht          |
| Papu Papu         | 3/5                  | Slecht          |
| Komodo Joe        | 4/5                  | Slecht          |
| Pinstripe Potoroo | 5/5                  | Slecht          |
| Fake Crash        | 3/5                  | Slecht          |
| Nefarious Tropy   | 4/5                  | Slecht          |
| Penta Penguin     | 5/5 (PAL) 3/5 (NTSC) | Goed            |
| Nitros Oxide      | 5/5                  | Geen van beiden |

## Circuits
| Nr. | Circuit         | Eigenaar          |
| --- | --------------- | ----------------- |
| 1   | Crash Cove      | Crash Bandicoot   |
| 2   | Roo's Tubes     | Ripper Roo        |
| 3   | Mystery Caves   |                   |
| 4   | Sewer Speedway  |                   |
| 5   | Coco Park       | Coco Bandicoot    |
| 6   | Tiger Temple    | Pura              |
| 7   | Papu's Pyramid  | Papu Papu         |
| 8   | Dingo Canyon    | Dingodile         |
| 9   | Blizzard Bluff  | Penta Penguin     |
| 10  | Dragon Mines    | Komodo Joe        |
| 11  | Polar Pass      | Polar             |
| 12  | Tiny Arena      | Tiny Tiger        |
| 13  | N. Gin Labs     | Dr. N. Gin        |
| 14  | Cortex Castle   | Dr. Neo Cortex    |
| 15  | Hot Air Skyway  | Pinstripe Potoroo |
| 16  | Oxide Station   | Nitros Oxide      |
| 17  | Slide Colliseum |                   |
| 18  | Turbo Track     | Nefarious Tropy   |